# Kathleen Heddleová
Kathleen Joan Heddleová (27. listopad 1965, Trail, Kanada – 11. ledna 2021) kanadská veslařka.
Získala čtyři olympijské medaile, tři zlaté (dvojka bez kormidelníka a osmiveslice v Barceloně 1992, dvojskif v Atlantě 1996) a jednu bronzovou (párová čtyřka v Atlantě 1996). Byla prvním Kanaďanem v historii, který získal tři zlaté olympijské medaile. Její partnerkou byla povětšinou Marnie McBeanová.